# اوژنیو دورسی
اوژنیو دورسی (انگلیسی: Eugenio D'Ursi؛ زادهٔ ۷ مهٔ ۱۹۹۵) بازیکن فوتبال است.
از باشگاه‌هایی که در آن بازی کرده‌است می‌توان به باشگاه فوتبال اتلتیکو آرتزو اشاره کرد.